# 14420 Мессі
14420 Мессі (14420 Massey) — астероїд головного поясу, відкритий 30 вересня 1991 року.
Тіссеранів параметр щодо Юпітера — 3,211. Астероїд названо на честь Стівена (Стіва) Мессі (1962 р.н.), піонера у застосуванні сучасних відеокамер для отримання астрономічних зображень. Він опублікував дві книги про відеозображення астрономічних об'єктів і заохочував любителів астрономії і шкільні гуртки долучатися до цієї галузі.